# Aeroporto de Pleiku
O Aeroporto de Pleiku (IATA: PXU, ICAO: VVPL) (em vietnamita: Sân bay Pleiku) situa-se em Pleiku, província de Gia Lai, ilha Tây Nguyên, Vietnã. É o maior dos quatro aeroportos que servem a província de Gia Lai, na região das Terras Altas do Centro vietnamita.

## Linhas aéreas e destinos
- Vietnam Airlines - Aeroporto Internacional de Tan Son Nhat (Cidade de Ho Chi Minh, Hanoi, Da Nang)

- Vietnam Airlines - Aeroporto Internacional de Noi Bai (Hanoi)

- Vietnam Airlines - Aeroporto Internacional de Da Nang  (Da Nang)